# Большая Олха
Больша́я Олха́ — одна из крупнейших рек Олхинского плато. Течёт по территории Шелеховского района Иркутской области России. Длина — 37 км.
Протекает по широкой заболоченной долине. По берегам реки расположены скальники Витязь, Идол, Черепаха, Сибиряк и др. Сливается в 300 м восточнее платформы Орлёнок (Транссиб) с Малой Олхой и образует реку Олху.
Левые притоки:
Золотой, Каймурастуй, Малый Кумыр-Ясдо, Ключ Комурястый, Ключ Левинский и др.
Правые притоки:
Правая Большая Олха, Ключ Широкий, Ключ Зырьянский 1-й и 2-й, Смоленский Ключ и др.